# Приход
Приход (оборот, обем на продажбите, на английски: Revenue) е термин в областта на икономиката, описващ брутния доход на дадена компания, който тя реализира в резултат на нормална стопанска дейност за определен период, обикновено измерващ се в години, тримесечия или месеци, без приспадане на разходите, необходими за създаването на този доход. В повечето случаи терминът се отнася до приходите от продажбите на продукти или услуги и затова често като синоним се използва термина приходи от продажби или още оборот. В отчета за приходите и разходите приходът обикновено стои на първия ред, и затова понякога се нарича „най-горния ред“, докато на „най-долния ред“ е отразена печалбата на дружеството.